# Lang Jeffries
Pour les articles homonymes, voir Jeffries.
Lang Jeffries, né le 7 juin 1930 et mort le 12 février 1987, est un acteur de télévision et de cinéma canado-américain.

## Biographie
De 1958 à 1960, Jeffries joue le rôle de Skip Johnson dans la série télévisée d'aventure Rescue 8.
Il joue dans plusieurs films américains dans les années 1960, dont Place au twist (en) (Don't Knock the Twist, 1962).
Jeffries est Vibio dans le film italo-hispano-allemand La Révolte des esclaves (La Rivolta degli schiavi) et sa femme, Rhonda Fleming, est dans le rôle de Fabiola. Jeffries persuade les producteurs de lui attribuer le rôle après son voyage à Rome avec sa femme quand il découvre que le rôle masculin principal n'est pas encore choisi. Après que le couple se soit rendu à Madrid pour le tournage, ils se rendent compte que le réalisateur, Nunzio Malasomma, ne parlerait à aucun d'eux, et Jeffries se dirige lui-même ainsi que sa femme.
Il joue encore dans d'autres films se déroulant dans la Rome classique tels que Centurions contre gladiateurs (Una spada per l'impero, 1964) et Rome en flammes (L'incendio di Roma, 1965) ainsi que Requiem pour Gringo (Réquiem para el gringo), un western spaghetti.
Jeffries meurt le 12 février 1987 à Huntington Beach, en Californie. Il laisse dans le deuil sa troisième épouse, sa mère et son frère.

### Vie privée
Jeffries se marie avec Rhonda Fleming à la Little Church of the West (en) à Las Vegas en avril 1960. Ils divorcent en janvier 1962.
Le 13 août 1966, alors qu'il vivait à Rome, Jeffries épouse Gail Harris, la mère de John Paul Getty III. L'acteur Brett Halsey est le garçon d'honneur et la chanteuse Heidi Brühl, la demoiselle d'honneur. Jeffries et Harris divorcent plus tard, et Jeffries se lance dans l'immobilier et le commerce de bateaux aux États-Unis.

## Films (sélection)
- 1960 : La Révolte des esclaves (La rivolta degli schiavi) de Nunzio Malasomma
- 1962 : Place au twist (en) (Don't Knock the Twist) d'Oscar Rudolph
- 1962 : Seul contre Rome (Solo contro Roma) de Luciano Ricci
- 1964 : Le Jour de la vengeance (Una spada per l'impero) de Sergio Grieco
- 1965 : Rome en flammes (L'incendio di Roma) de Guido Malatesta : Marco Valerio
- 1965 : X 1-7 top secret (Agente X 1-7 operación Océano) de Tanio Boccia
- 1966 : Karaté à Tanger pour agent Z7 (de) (Rembrandt 7 antwortet nicht) de Giancarlo Romitelli
- 1966 : Ombres sur le Liban (Le spie uccidono in silenzio) de Mario Caiano
- 1966 : Message chiffré (it) (Cifrato speciale) de Pino Mercanti
- 1966 : La Jungle des tueurs (L'affare Beckett) d'Osvaldo Civirani
- 1966 : Deux Garces pour un tueur (it) (Il nostro agente a Casablanca) de Tulio Demicheli
- 1966 : Un micro dans le nez (The Spy with a Cold Nose) de Daniel Petrie
- 1967 : Coplan ouvre le feu à Mexico (Moresque - Obiettivo allucinante ) de Riccardo Freda
- 1967 : Quatre, trois, deux, un, objectif Lune (...4..3..2..1...morte) de Primo Zeglio
- 1967 : Coup de gong à Hong Kong (Lotosblüten für Miss Quon) de Jürgen Roland
- 1967 : Les Têtes brûlées (The Hotheads) de Willy Rozier : Jonathan
- 1967 : Au son du fusil (A suon di lupara) de Luigi Petrini : Claudio Lacroics
- 1968 : Requiem pour Gringo (Réquiem para el gringo) d'Eugenio Martín et José Luis Merino
- 1970 : Le Mans, chemin pour l'enfer (Le Mans - Scorciatoia per l'inferno) d'Osvaldo Civirani : John Scott
- 1982 : La Grande Casse 2 (The Junkman) de Henry Blight Halicki : Arthur Wheeler